# 제24회 베를린 국제 영화제
제24회 베를린 국제 영화제의 시상식에 관한 내용이다.

## 수상 및 후보

### 황금곰상
- 더디 크레이비츠의 수습 기간 - 테드 코체프 수상

### 은곰상:심사위원상
- 스트라프 - 올가 매드슨 수상
- 씨 크리처스 - 로빈 레먼 수상

### 은곰상
- 브래드 앤드 초콜릿 - 프랑코 브루사티 수상
- 정적인 삶 - 소흐랍 샤히드 살레스 수상
- 리틀 말콤 - 스튜어트 쿠퍼 수상
- 인 더 네임 오브 더 피플 - 오토카 룬즈 수상
- 리벨리온 인 파타고니아 - 헥터 올리베라 수상

### 황금곰상:단편영화상
- 더 콘서트 - 클로드 차그린 수상